# Космический куб
Космический куб (англ. Cosmic Cube) — вымышленный предмет из комиксов, которые издаёт компания Marvel Comics.
Переименованный в Тессеракт, он также играет ключевую роль в Кинематографической вселенной Marvel (КВМ).

## Вымышленная история предмета
Космический куб дебютирует в комиксе Tales of Suspense #79. Он был создан организацией «А.И.М.», желавшей завоевать мир. В следующем выпуске Куб заполучает Красный Череп, также желающий стать императором Земли. Однако его планам помешал Капитан Америка. В выпусках № 82-84 часть разбитого Куба используется для создания Суперадаптоида, андроида, который мог адаптироваться к силам Мстителей.
Затем Космический куб появляется в комиксе Captain America #115, в котором Череп использует его для того, чтобы поменяться телами с Кэпом. В Captain America #186 выяснилось, что Красный Череп использовал Космический куб, чтобы переписать историю Сокола, изменив его прошлое, будто бы он был гангстером Сэмом «Снэпом» Уилсоном.
В конце концов МОДОК решил собрать Космический куб заново, но в его планы вторгся Танос. С помощью него безумный титан стал практически всемогущим, но в итоге Мар-Веллу удалось остановить злодея, используя Куб. После сломанный предмет был доставлен на секретную научную базу, проект «Пегас», для изучения. В Marvel Two-in-One #57 Вундарр использовал силу Куба и в следующем выпуске стал Водолеем.
Второй Космический куб был создан Красным Черепом в комиксе Super-Villain Team-Up #16, но не был активирован и не обладал теми же способностями, что первый артефакт.
В Captain America Annual #7 стало известно, что Космические кубы в некотором роде являются яйцевидной формой мощного космического тела. А в кроссовере Infinity War выяснилось, что они способны принимать различные формы.
Третий Космический куб появился в кроссовере Taking A.I.M., а в Avengers #388 Суперадаптоид пожертвовал собой, чтобы запечатать его. Вскоре после этого группа неонацистов активизировала второй Космический куб, чтобы поместить его в голову Адольфа Гитлера. Красному Черепу не понравилось, что тот сможет иметь больше власти, чем он. Тогда Череп вылечил Кэпа, который тогда был на грани смерти, и стравил его с Гитлером. После победы Капитан Америка не поддался на влияние Черепа и не позволил ему заполучить Куб, уничтожив его. Из-за этого Красный Череп испарился, но каким-то образом наполнился частью силы Куба и смог материализовать себя и предмет.
После Майкл Корвак, замаскировавшийся под Уату-Наблюдателя, пытался манипулировать Капитаном Америка, чтобы заполучить Куб, и в итоге энергия артефакта перетекла в него. Он много лет боролся с Кэпом и перезапускал время каждый раз, когда супергерой побеждал. В Captain America #18 Корвак фактически сбрасывает время до того момента, как получил силу Куба, и даёт Роджерсу шанс справиться с Черепом, не убивая его.
В дебюте Эда Брубейкера и Стива Эптинга в Captain America Александр Лукин пытался заполучить Космический куб, по сути, состоящий из старых кубов. Однако когда Красный Череп умер, его сознание перенеслось в Куб. Лукин использует Куб, и разум Черепа захватывает его тело. В Captain America #14 Роджерс применяет Куб, чтобы вернуть Баки воспоминания.
После в Marvel Team-Up #20 герой Кольцо Свободы использовал осколок Куба для создания кольца силы, которое он применял в своей недолгой супергеройской жизни, прежде чем погибнуть. В Mighty Avengers #33 Поглотитель соприкоснулся с Космическим кубом, став, по сути, его живым воплощением. В Guardians of the Galaxy #20 Нова использовал Куб, чтобы создать дверь, через которую прошли Танос, Звёздный Лорд и Дракс, выбирающиеся из другого измерения. Однако сам Ричард Райдер вернуться не смог.
Недавно «Щ.И.Т.» создал свой Космический куб для того, чтобы создать город Плазент-Хилл.

## Описание и способности
Космические кубы имеют практически неограниченную силу и могут изменять реальность по воле владельца. Его отдельных фрагментов также достаточно для того, чтобы создать серьёзную угрозу миру. Первый Космический куб воплощал любое желание человека, который использовал его. Второй Куб сначала казался бессильным и дефектным, но вскоре также обрёл способность искажать вселенную, однако позже взорвался из-за своей изменчивой природы. Также Космические кубы необязательно имеют форму куба и могут быть другими фигурами.

## Критика и наследие
Лиам Макгуайр из Screen Rant отмечал, что «Космический куб — один из старейших мощных артефактов Marvel», который «дебютировал за 25 лет до Камней Бесконечности и постоянно присутствует в комиксах с тех пор». Его коллега Кевин Эрдманн писал: «Очевидно, что Космические кубы слишком сильны, чтобы ими мог кто-то владеть, хотя кажется, что во Вселенной Marvel всегда найдётся тот, кто попытается заявить о себе. Понятно, почему Космический куб появляется в комиксах только время от времени. Когда они вступают в игру, может случиться всё что угодно, и обычно они довольно сильно встряхивают статус-кво». Брайан Кронин из Comic Book Resources подчёркивал, что Космический куб — «удивительно мощный артефакт из комиксов Marvel» и акцентировал внимание на том, как история артефакта показывает, что гордыня Красного Черепа является для него врагом.